# Rudeltaktik
Pour les articles homonymes, voir Wolfpack et Meute.
Le terme Rudeltaktik (en français : tactique des meutes) ou en anglais Wolfpack (en français : meute de loups) se réfère à une tactique militaire d'attaque en masse utilisée par les U-Boote (sous-marins) allemands de la Kriegsmarine pendant la bataille de l'Atlantique au cours de la Seconde Guerre mondiale contre les convois Alliés.
Dans l'Océan Pacifique, des sous-marins de la Marine américaine utilisèrent cette même tactique contre les expéditions japonaises pendant la campagne sous-marine alliée.

## Meutes
L'idée selon laquelle une attaque groupée de sous-marins est plus efficace qu'une attaque isolée est très ancienne[Quand ?]. Elle impose cependant la concertation entre attaquants que l'état des technologies de communication ne permettait pas avec les premiers submersibles. Durant le premier conflit mondial, les Allemands avaient ainsi imaginé qu'un sous-marin de commandement pourrait, dans la zone d'opérations, diriger les attaques des autres submersibles. Cette idée ne fut pas réalisée.

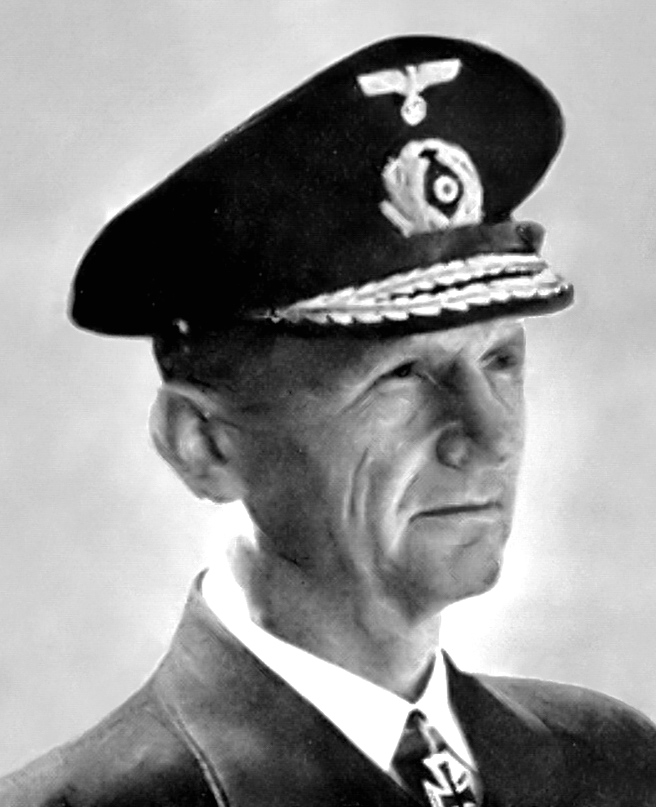
Karl Dönitz, commandant des U-Boote, concepteur de la tactique Rudeltaktik.

En 1935, le commandant des U-Boote Karl Dönitz rédige un manuel décrivant la tactique d'attaque de groupe (Gruppentaktik). Ainsi, la tactique est prête à l'emploi dès le début du conflit.
En 1939, Dönitz, publie un autre livre dans lequel il évalue qu'il faudrait que l'Allemagne dispose de 300 sous-marins pour être en mesure d'atteindre les objectifs militaires. Sur ces 300 sous-marins, 90 seraient en embuscade, par groupes de trois, pour intercepter les convois sur les trois principales routes identifiées (Atlantique nord, centre de l'Atlantique et le long des côtes africaines après Gibraltar). 
La planification de la marine de guerre allemande (ou : "plan Z") ne prévoit que 249 sous-marins de tous types, parmi lesquels 152 U-Boote correspondant à la demande de Dönitz : 90 de type VII.B et 60 de type IX. Les autres sont soit des sous-marins côtiers, soit des modèles privilégiés à l'époque, comme des croiseurs sous-marins (similaires au Surcouf français), ou encore, des « sous-marins d'escadre » destinés à ouvrir la route des forces de surface.
À l'ouverture des hostilités, Dönitz ne dispose en tout et pour tout que de 57 U-Boote, 18 dans l'Atlantique, 21 en mer du Nord, 10 dans la mer Baltique et 8 autres non opérationnels.
L'attaque en meute repose sur le principe d'établir des cordons d'U-Boote, disposés en travers des routes présumées des convois. Avec un espacement d'environ 20 nautiques entre deux U-Boote, le convoi a, en théorie, peu de chance d'échapper à la détection.
Une fois repéré, il est pris en filature par un U-Boot, lequel prévient par radio, en cryptant les messages grâce au système Enigma, le quartier général des U-Boote en Europe (Befehlshaber der U-Boote ou BdU - également le titre de Dönitz) en précisant la position, le cap et la vitesse du convoi. Le BdU dirige alors les autres U-Boote éléments de la meute vers le convoi afin de l'intercepter, synchronisés de telle manière qu'ils puissent converger pour une attaque dans la nuit. Les sous-marins rejoignent à vitesse maximum (donc en surface) la position fournie pour attaquer à plusieurs et pour déborder l'escorte du convoi. Cette convergence soudaine de sous-marins a été l'origine du nom de la tactique, Rudeltaktik ou meute de loups, s'apparentant aux attaques des loups gris.
L'organisation de ces groupes implique de disposer de suffisamment d'U-Boote, de posséder des renseignements pour savoir où établir les lignes, et enfin de connaitre la vitesse à laquelle le groupe pourra se concentrer sur sa proie.
Le nombre d'U-Boote disponibles augmentera au fil du temps (concernant le nombre de bateaux en mer, il faut compter ceux qui sont en route pour la zone du combat et ceux qui retournent, pour une raison ou une autre, vers leurs ports d'attache respectifs). Les renseignements sont fournis, d'une part, par le B-Dienst capable de décrypter une partie des messages britanniques et, d'autre part, par les avions Focke-Wulf Fw 200 Condor qui observent les routes maritimes. Le regroupement des U-Boote dans la zone où le convoi a été repéré prend une vingtaine d'heures, selon les calculs des sections de recherche opérationnelle des Alliés.
Le point faible de la Rudeltaktik réside dans les communications, donc dans les échanges par radio. Chaque message est susceptible d'être repéré et la position de l'émetteur d'être localisée par triangulation. La doctrine de Dönitz impose que l'U-Boot qui découvre le convoi envoie aussitôt un message initial, puis un toutes les heures. Les Alliés, via les instruments de radiogoniométrie, sont rapidement capables de repérer l'U-Boot émetteur et de l'obliger à plonger, s'ils ne parviennent pas à le détruire.

## Tactiques d'attaque
Il n'y a pas de coordination précise entre les U-Boote. Ils se rassemblent en un lieu donné, en se basant sur les émissions radio de celui qui suit le convoi, au moyen des fréquences d'ondes moyennes prévues. Chacun sélectionne des cibles, pour attaquer individuellement le convoi en fonction de sa position et de sa situation.
La recherche opérationnelle avait mis en évidence que les meilleures positions d'attaque des U-Boote se situaient aux flancs des navires alliés. Un convoi s'organise donc en forme de rectangle très allongé, avec un grand nombre de colonnes (12 par exemple) de 4 ou 5 navires.

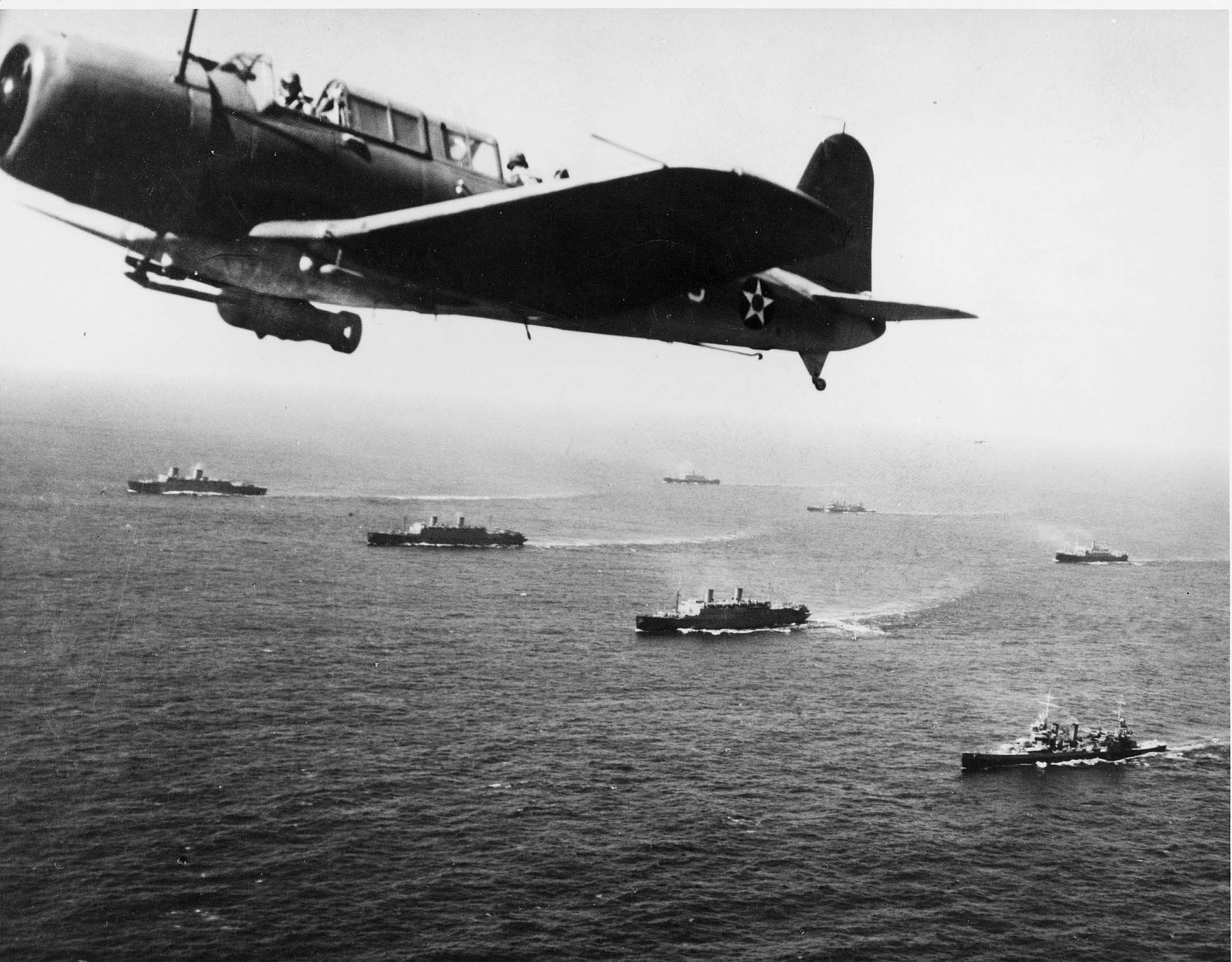
Un convoi allié en direction du Cap (Afrique du Sud) sous protection aérienne

La vitesse d'un convoi est déterminée par celle du navire le plus lent. Pour cette raison, plusieurs types de convois seront prévus. Les convois « rapides » regroupent des navires dont la vitesse maximum dépasse 7½ nœuds. Les convois « lents », des navires dont la vitesse est inférieure. Enfin, il est considéré que les navires dont la vitesse excède les 15 nœuds peuvent naviguer seuls, le risque d'interception par un U-Boot (d'une vitesse maximum 16-17 nœuds) étant faible. Le code attribué à chaque convoi permet de distinguer les différents types.
Chaque colonne est distante de trois encablures de jour et cinq de nuit, et les cargos y sont espacés de 3 ou 4 encablures,.
Vu la forme des convois, une attaque par les flancs est donc, en pratique, peu efficace.
Otto Kretschmer, l'un des meilleurs[réf. souhaitée] commandants allemands d'U-Boote, utilise avec succès une tactique différente. Il se place à l'arrière du convoi et remonte le long des cibles potentielles en naviguant en surface. Une fois au milieu du convoi, il tire ses torpilles et plonge. Il se laisse alors dépasser par le convoi, avant de recommencer.
Une autre tactique consiste pour le sous-marin à se placer à l'avant du convoi. Il plonge sans vitesse, se laisse rattraper par le convoi, lance ses torpilles et revient à l'avant du convoi pour renouveler son attaque.

## Tactiques de défense
Exposé dès son attaque, l'U-Boot peut profiter du bruit des hélices du convoi pour échapper aux escorteurs.
Il peut aussi utiliser des leurres, comme le Bold, mais surtout profiter du grand défaut de l'ASDIC des escorteurs. Quand celui-ci approche à moins de 100 mètres de sa cible, l'écho n'est plus utilisable. L'U-Boot peut alors en profiter pour changer de direction et échapper à l'attaque.

## Opérations Wolfpack
Environ 250 de ces groupes ont été formés au cours de la guerre, certains ne durant que quelques jours et d'autres jusqu'à quelques mois. Le nombre de sous-marins dans chaque groupe variait de 3 à 4 pour environ 30 U-Boote dans les plus grands groupes.
Quelque 474 U-Boote ont été sollicités dans le cadre d'une meute de loups pendant la guerre.

### 1940
| Nom du Wolfpack | Nombre de U-Boote | Date de formation | Date de dissolution |
| --------------- | ----------------- | ----------------- | ------------------- |
| Prien           | 7                 | 12 juin 1940      | 17 juin 1940        |
| Rösing          | 5                 | 12 juin 1940      | 15 juin 1940        |

### 1941
| Nom du Wolfpack | Nombre de U-Boote | Date de formation | Date de dissolution |
| --------------- | ----------------- | ----------------- | ------------------- |
| West            | 23                | 8 mai 1941        | 20 juin 1941        |
| Kurfürst        | 5                 | 16 juin 1941      | 20 juin 1941        |
| Süd             | 4                 | 22 juillet 1941   | 5 août 1941         |
| Hammer          | 3                 | 5 août 1941       | 12 août 1941        |
| Grönland        | 21                | 10 août 1941      | 27 août 1941        |
| Kurfürst        | 7                 | 23 août 1941      | 2 septembre 1941    |
| Markgraf        | 15                | 27 août 1941      | 16 septembre 1941   |
| Bosemüller      | 8                 | 28 août 1941      | 2 septembre 1941    |
| Seewolf         | 17                | 2 septembre 1941  | 15 septembre 1941   |
| Brandenburg     | 11                | 15 septembre 1941 | 2 octobre 1941      |
| Goeben          | 6                 | 16 septembre 1941 | 5 octobre 1941      |
| Breslau         | 6                 | 2 octobre 1941    | 29 octobre 1941     |
| Mordbrenner     | 4                 | 16 octobre 1941   | 3 novembre 1941     |
| Schlagetot      | 9                 | 20 octobre 1941   | 1er novembre 1941   |
| Reissewolf      | 7                 | 21 octobre 1941   | 31 octobre 1941     |
| Stosstrupp      | 6                 | 30 octobre 1941   | 4 novembre 1941     |
| Raubritter      | 14                | 1er novembre 1941 | 17 novembre 1941    |
| Arnauld         | 4                 | 5 novembre 1941   | 18 novembre 1941    |
| Störtebecker    | 19                | 5 novembre 1941   | 2 décembre 1941     |
| Steuben         | 6                 | 14 novembre 1941  | 2 décembre 1941     |
| Benecke         | 4                 | 19 novembre 1941  | 2 décembre 1941     |
| Gödecke         | 4                 | 19 novembre 1941  | 26 novembre 1941    |
| Letzte Ritter   | 3                 | 25 novembre 1941  | 4 décembre 1941     |
| Seeräuber       | 8                 | 14 décembre 1941  | 23 décembre 1941    |
| Ulan            | 3                 | 25 décembre 1941  | 19 janvier 1942     |
| Seydlitz        | 7                 | 27 décembre 1941  | 16 janvier 1942     |

### 1942
| Nom du Wolfpack | Nombre de U-Boote | Date de formation | Date de dissolution |
| --------------- | ----------------- | ----------------- | ------------------- |
| Ziethen         | 12                | 6 janvier 1942    | 22 janvier 1942     |
| Robbe           | 4                 | 15 janvier 1942   | 24 janvier 1942     |
| Schlei          | 7                 | 16 janvier 1942   | 12 février 1942     |
| Hecht           | 3                 | 27 janvier 1942   | 4 février 1942      |
| Umbau           | 4                 | 4 février 1942    | 16 février 1942     |
| Westwall        | 8                 | 2 mars 1942       | 12 mars 1942        |
| Aufnahme        | 4                 | 7 mars 1942       | 11 mars 1942        |
| Umhang          | 3                 | 10 mars 1942      | 16 mars 1942        |
| Blücher         | 3                 | 11 mars 1942      | 18 mars 1942        |
| Wrangel         | 2                 | 11 mars 1942      | 18 mars 1942        |
| York            | 4                 | 12 Mar 1942       | 26 mars 1942        |
| Ziethen         | 4                 | 23 mars 1942      | 29 mars 1942        |
| Eiswolf         | 8                 | 28 mars 1942      | 31 mars 1942        |
| Naseweis        | 3                 | 31 mars 1942      | 10 avril 1942       |
| Bums            | 6                 | 6 avril 1942      | 14 avril 1942       |
| Robbenschlag    | 8                 | 7 avril 1942      | 14 avril 1942       |
| Blutrausch      | 10                | 15 avril 1942     | 19 avril 1942       |
| Strauchritter   | 9                 | 29 avril 1942     | 5 mai 1942          |
| Hecht           | 9                 | 8 mai 1942        | 18 juin 1942        |
| Greif           | 6                 | 14 mai 1942       | 29 mai 1942         |
| Pfadfinder      | 8                 | 21 mai 1942       | 27 mai 1942         |
| Endrass         | 9                 | 12 juin 1942      | 17 juin 1942        |
| Eisteufel       | 11                | 21 juin 1942      | 12 juillet 1942     |
| Hai             | 6                 | 3 juillet 1942    | 21 juillet 1942     |
| Wolf            | 11                | 13 juillet 1942   | 1er août 1942       |
| Nebelkönig      | 10                | 27 juillet 1942   | 14 août 1942        |
| Pirat           | 13                | 29 juillet 1942   | 3 août 1942         |
| Steinbrinck     | 14                | 3 août 1942       | 11 août 1942        |
| Lohs            | 19                | 11 août 1942      | 22 septembre 1942   |
| Blücher         | 8                 | 14 août 1942      | 28 août 1942        |
| Eisbär          | 5                 | 25 août 1942      | 1er septembre 1942  |
| Vorwärts        | 18                | 25 août 1942      | 26 septembre 1942   |
| Stier           | 6                 | 29 août 1942      | 2 septembre 1942    |
| Iltis           | 7                 | 6 septembre 1942  | 23 septembre 1942   |
| Pfeil           | 11                | 12 septembre 1942 | 22 septembre 1942   |
| Trägertod       | 10                | 12 septembre 1942 | 22 septembre 1942   |
| Blitz           | 19                | 22 septembre 1942 | 26 septembre 1942   |
| Tiger           | 17                | 26 septembre 1942 | 30 septembre 1942   |
| Luchs           | 19                | 27 septembre 1942 | 6 octobre 1942      |
| Letzte Ritter   | 4                 | 29 septembre 1942 | 1er octobre 1942    |
| Tümmler         | 6                 | 1er octobre 1942  | 11 octobre 1942     |
| Wotan           | 11                | 5 octobre 1942    | 19 octobre 1942     |
| Panther         | 34                | 6 octobre 1942    | 20 octobre 1942     |
| Leopard         | 8                 | 12 octobre 1942   | 19 octobre 1942     |
| Puma            | 13                | 16 octobre 1942   | 29 octobre 1942     |
| Streitaxt       | 10                | 20 octobre 1942   | 2 novembre 1942     |
| Veilchen        | 13                | 20 octobre 1942   | 7 novembre 1942     |
| Südwärts        | 6                 | 24 octobre 1942   | 26 octobre 1942     |
| Natter          | 15                | 30 octobre 1942   | 8 novembre 1942     |
| Delphin         | 9                 | 4 novembre 1942   | 14 novembre 1942    |
| Kreuzotter      | 13                | 8 novembre 1942   | 24 novembre 1942    |
| Westwall        | 20                | 8 novembre 1942   | 16 décembre 1942    |
| Schlagetot      | 10                | 9 novembre 1942   | 21 novembre 1942    |
| Wal             | 8                 | 10 novembre 1942  | 15 novembre 1942    |
| Boreas          | 10                | 19 novembre 1942  | 9 décembre 1942     |
| Drachen         | 5                 | 22 novembre 1942  | 3 décembre 1942     |
| Panzer          | 11                | 23 novembre 1942  | 11 décembre 1942    |
| Draufgänger     | 10                | 29 novembre 1942  | 11 décembre 1942    |
| Büffel          | 3                 | 9 décembre 1942   | 15 décembre 1942    |
| Raufbold        | 14                | 11 décembre 1942  | 22 décembre 1942    |
| Ungestüm        | 13                | 11 décembre 1942  | 30 décembre 1942    |
| Spitz           | 11                | 22 décembre 1942  | 31 décembre 1942    |
| Delphin         | 17                | 26 décembre 1942  | 14 février 1943     |
| Falke           | 23                | 28 décembre 1942  | 19 janvier 1943     |

### 1943
| Nom du Wolfpack | Nombre de U-Boote | Date de formation | Date de dissolution |
| --------------- | ----------------- | ----------------- | ------------------- |
| Habicht         | 10                | 10 janvier 1943   | 19 janvier 1943     |
| Jaguar          | 8                 | 10 janvier 1943   | 31 janvier 1943     |
| Haudegen        | 26                | 19 janvier 1943   | 15 février 1943     |
| Landsknecht     | 21                | 19 janvier 1943   | 28 janvier 1943     |
| Nordwind        | 7                 | 24 janvier 1943   | 4 février 1943      |
| Rochen          | 13                | 27 janvier 1943   | 1er mars 1943       |
| Pfeil           | 13                | 1er février 1943  | 9 février 1943      |
| Nordsturm       | 5                 | 2 février 1943    | 9 février 1943      |
| Hartherz        | 10                | 3 février 1943    | 7 février 1943      |
| Ritter          | 13                | 11 février 1943   | 26 février 1943     |
| Taifun          | 5                 | 15 février 1943   | 20 février 1943     |
| Robbe           | 8                 | 16 février 1943   | 13 mars 1943        |
| Neptun          | 11                | 18 février 1943   | 3 mars 1943         |
| Knappen         | 4                 | 19 février 1943   | 25 février 1943     |
| Sturmbock       | 9                 | 21 février 1943   | 26 février 1943     |
| Burggraf        | 18                | 24 février 1943   | 5 mars 1943         |
| Wildfang        | 10                | 26 février 1943   | 5 mars 1943         |
| Tümmler         | 6                 | 1er mars 1943     | 22 mars 1943        |
| Neuland         | 22                | 4 mars 1943       | 13 mars 1943        |
| Ostmark         | 11                | 6 mars 1943       | 11 mars 1943        |
| Westmark        | 17                | 6 mars 1943       | 11 mars 1943        |
| Raubgraf        | 13                | 7 mars 1943       | 20 mars 1943        |
| Stürmer         | 19                | 11 mars 1943      | 20 mars 1943        |
| Unverzagt       | 6                 | 12 mars 1943      | 22 mars 1943        |
| Wohlgemut       | 5                 | 12 mars 1943      | 22 mars 1943        |
| Dränger         | 11                | 14 mars 1943      | 20 mars 1943        |
| Seeteufel       | 17                | 21 mars 1943      | 30 mars 1943        |
| Seewolf         | 19                | 21 mars 1943      | 30 mars 1943        |
| Seeräuber       | 7                 | 25 mars 1943      | 30 mars 1943        |
| Eisbär          | 12                | 27 mars 1943      | 15 avril 1943       |
| Sans nom        | 5                 | 27 mars 1943      | 30 mars 1943        |
| Löwenherz       | 14                | 1er avril 1943    | 10 avril 1943       |
| Taifun          | 4                 | 2 avril 1943      | 4 avril 1943        |
| Adler           | 16                | 7 avril 1943      | 13 avril 1943       |
| Lerche          | 10                | 10 avril 1943     | 16 avril 1943       |
| Meise           | 34                | 11 avril 1943     | 27 avril 1943       |
| Sans nom        | 8                 | 15 avril 1943     | 18 avril 1943       |
| Specht          | 24                | 19 avril 1943     | 4 mai 1943          |
| Amsel           | 16                | 22 avril 1943     | 3 mai 1943          |
| Star            | 16                | 27 avril 1943     | 4 mai 1943          |
| Drossel         | 13                | 29 avril 1943     | 15 mai 1943         |
| Amsel 1         | 6                 | 3 mai 1943        | 6 mai 1943          |
| Amsel 2         | 6                 | 3 mai 1943        | 6 mai 1943          |
| Amsel 3         | 6                 | 3 mai 1943        | 6 mai 1943          |
| Amsel 4         | 6                 | 3 mai 1943        | 6 mai 1943          |
| Fink            | 28                | 4 mai 1943        | 6 mai 1943          |
| Sans nom        | 9                 | 5 mai 1943        | 10 mai 1943         |
| Elbe            | 16                | 7 mai 1943        | 10 mai 1943         |
| Rhein           | 12                | 7 mai 1943        | 10 mai 1943         |
| Elbe 1          | 13                | 10 mai 1943       | 14 mai 1943         |
| Elbe 2          | 13                | 10 mai 1943       | 14 mai 1943         |
| Isar            | 4                 | 10 mai 1943       | 15 mai 1943         |
| Lech            | 3                 | 10 mai 1943       | 15 mai 1943         |
| Inn             | 4                 | 11 mai 1943       | 15 mai 1943         |
| Iller           | 6                 | 12 mai 1943       | 15 mai 1943         |
| Naab            | 7                 | 12 mai 1943       | 15 mai 1943         |
| Donau 1         | 12                | 15 mai 1943       | 26 mai 1943         |
| Donau 2         | 11                | 15 mai 1943       | 26 mai 1943         |
| Oder            | 9                 | 17 mai 1943       | 19 mai 2003         |
| Mosel           | 21                | 19 mai 1943       | 24 mai 1943         |
| Trutz           | 18                | 1er juin 1943     | 16 juin 1943        |
| Trutz 1         | 4                 | 16 juin 1943      | 29 juin 1943        |
| Trutz 2         | 8                 | 16 juin 1943      | 29 juin 1943        |
| Trutz 3         | 4                 | 16 juin 1943      | 29 juin 1943        |
| Geier 1         | 4                 | 30 juin 1943      | 15 juillet 1943     |
| Geier 2         | 4                 | 30 juin 1943      | 15 juillet 1943     |
| Geier 3         | 3                 | 30 juin 1943      | 15 juillet 1943     |
| Sans nom        | 6                 | 11 juillet 1943   | 29 juillet 1943     |
| Wiking          | 7                 | 1er août 1943     | 8 octobre 1943      |
| Monsun          | 9                 | 30 août 1943      | 23 novembre 1943    |
| Leuthen         | 21                | 15 septembre 1943 | 24 septembre 1943   |
| Rossbach        | 26                | 24 septembre 1943 | 9 octobre 1943      |
| Schlieffen      | 18                | 14 octobre 1943   | 22 octobre 1943     |
| Eisenbart       | 12                | 22 octobre 1943   | 5 janvier 1944      |
| Siegfried       | 23                | 22 octobre 1943   | 27 octobre 1943     |
| Schill          | 10                | 25 octobre 1943   | 16 novembre 1943    |
| Siegfried 1     | 6                 | 27 octobre 1943   | 30 octobre 1943     |
| Siegfried 2     | 8                 | 27 octobre 1943   | 30 octobre 1943     |
| Siegfried 3     | 6                 | 27 octobre 1943   | 30 octobre 1943     |
| Jahn            | 12                | 30 octobre 1943   | 2 novembre 1943     |
| Körner          | 11                | 30 octobre 1943   | 2 novembre 1943     |
| Tirpitz 1       | 4                 | 2 novembre 1943   | 8 novembre 1943     |
| Tirpitz 2       | 5                 | 2 novembre 1943   | 8 Nov 1943          |
| Tirpitz 3       | 5                 | 2 novembre 1943   | 8 Nov 1943          |
| Tirpitz 4       | 4                 | 2 novembre 1943   | 8 Nov 1943          |
| Tirpitz 5       | 3                 | 2 novembre 1943   | 8 Nov 1943          |
| Eisenhart 1     | 3                 | 9 novembre 1943   | 15 novembre 1943    |
| Eisenhart 2     | 3                 | 9 novembre 1943   | 15 novembre 1943    |
| Eisenhart 3     | 3                 | 9 novembre 1943   | 15 novembre 1943    |
| Eisenhart 4     | 3                 | 9 novembre 1943   | 15 novembre 1943    |
| Eisenhart 5     | 3                 | 9 novembre 1943   | 15 novembre 1943    |
| Eisenhart 6     | 1                 | 9 novembre 1943   | 13 novembre 1943    |
| Eisenhart 7     | 3                 | 9 novembre 1943   | 15 novembre 1943    |
| Eisenhart 8     | 4                 | 9 novembre 1943   | 11 novembre 1943    |
| Eisenhart 9     | 3                 | 9 novembre 1943   | 11 novembre 1943    |
| Eisenhart 10    | 1                 | 9 novembre 1943   | 10 novembre 1943    |
| Schill 1        | 8                 | 16 novembre 1943  | 22 novembre 1943    |
| Schill 2        | 9                 | 17 novembre 1943  | 22 novembre 1943    |
| Schill 3        | 9                 | 18 novembre 1943  | 22 novembre 1943    |
| Weddigen        | 17                | 22 novembre 1943  | 7 décembre 1943     |
| Coronel         | 19                | 4 décembre 1943   | 8 décembre 1943     |
| Coronel 1       | 19                | 8 décembre 1943   | 17 décembre 1943    |
| Coronel 2       | 21                | 8 décembre 1943   | 17 décembre 1943    |
| Coronel 3       | 9                 | 14 décembre 1943  | 17 décembre 1943    |
| Amrum           | 6                 | 18 décembre 1943  | 23 décembre 1943    |
| Borkum          | 17                | 18 décembre 1943  | 3 janvier 1944      |
| Föhr            | 6                 | 18 décembre 1943  | 23 décembre 1943    |
| Sylt            | 6                 | 18 décembre 1943  | 23 décembre 1943    |
| Rügen 1         | 8                 | 23 décembre 1943  | 7 janvier 1944      |
| Rügen 2         | 6                 | 23 décembre 1943  | 7 janvier 1944      |
| Rügen 3         | 8                 | 23 décembre 1943  | 7 janvier 1944      |
| Rügen 4         | 9                 | 23 décembre 1943  | 7 janvier 1944      |
| Rügen 5         | 9                 | 23 décembre 1943  | 7 janvier 1944      |
| Rügen 6         | 11                | 23 décembre 1943  | 7 janvier 1944      |
| Hela            | 4                 | 28 décembre 1943  | 1er janvier 1944    |
| Rügen 7         | 3                 | 28 décembre 1943  | 2 janvier 1944      |

### 1944
| Nom du Wolfpack | Nombre de U-Boote | Date de formation | Date de dissolution |
| --------------- | ----------------- | ----------------- | ------------------- |
| Isegrim         | 15                | 1er janvier 1944  | 27 janvier 1944     |
| Borkum 1        | 3                 | 3 janvier 1944    | 13 janvier 1944     |
| Borkum 2        | 2                 | 3 janvier 1944    | 13 janvier 1944     |
| Borkum 3        | 3                 | 3 janvier 1944    | 13 janvier 1944     |
| Rügen           | 31                | 7 janvier 1944    | 26 janvier 1944     |
| Hinein          | 8                 | 26 janvier 1944   | 3 février 1944      |
| Stürmer         | 13                | 26 janvier 1944   | 3 février 1944      |
| Werwolf         | 21                | 27 janvier 1944   | 28 février 1944     |
| Igel 1          | 15                | 3 février 1944    | 17 février 1944     |
| Igel 2          | 15                | 3 février 1944    | 17 février 1944     |
| Hai 1           | 16                | 17 février 1944   | 22 février 1944     |
| Hai 2           | 3                 | 17 février 1944   | 22 février 1944     |
| Preussen        | 31                | 22 février 1944   | 22 mars 1944        |
| Hartmut         | 4                 | 23 février 1944   | 28 février 1944     |
| Boreas          | 12                | 28 février 1944   | 10 mars 1944        |
| Orkan           | 4                 | 5 mars 1944       | 10 mars 1944        |
| Taifun          | 4                 | 5 mars 1944       | 10 mars 1944        |
| Hammer          | 5                 | 10 mars 1944      | 5 avril 1944        |
| Thor            | 6                 | 10 mars 1944      | 5 avril 1944        |
| Blitz           | 9                 | 24 mars 1944      | 5 avril 1944        |
| Donner          | 9                 | 5 avril 1944      | 20 avril 1944       |
| Keil            | 5                 | 5 avril 1944      | 20 avril 1944       |
| Donner & Keil   | 14                | 20 avril 1944     | 3 mai 1944          |
| Trutz           | 26                | 3 mai 1944        | 10 juillet 1944     |
| Dragoner        | 6                 | 21 mai 1944       | 28 mai 1944         |
| Grimm           | 10                | 31 mai 1944       | 6 juin 1944         |
| Greif           | 6                 | 3 août 1944       | 26 septembre 1944   |
| Trutz           | 7                 | 17 août 1944      | 6 septembre 1944    |
| Dachs           | 6                 | 31 août 1944      | 5 septembre 1944    |
| Grimm           | 17                | 9 septembre 1944  | 2 octobre 1944      |
| Feuer           | 4                 | 17 septembre 1944 | 19 septembre 1944   |
| Schwefel        | 3                 | 22 septembre 1944 | 25 septembre 1944   |
| Zorn            | 13                | 26 septembre 1944 | 2 octobre 1944      |
| Regenschirm     | 4                 | 14 octobre 1944   | 16 octobre 1944     |
| Panther         | 21                | 16 octobre 1944   | 10 novembre 1944    |
| Stier           | 18                | 21 novembre 1944  | 8 janvier 1945      |

### 1945
| Nom du Wolfpack | Nombre de U-Boote | Date formation | Date dissolution |
| --------------- | ----------------- | -------------- | ---------------- |
| Rasmus          | 8                 | 6 février 1945 | 13 février 1945  |
| Hagen           | 13                | 13 mars 1945   | 21 mars 1945     |
| Seewolf         | 6                 | 14 avril 1945  | 1er mai 1945     |
| Faust           | 9                 | 16 avril 1945  | 1er mai 1945     |

### Source
- (en) Cet article est partiellement ou en totalité issu de l’article de Wikipédia en anglais intitulé « Wolfpack (naval tactic) » (voir la liste des auteurs).